# Fabienne Boffin
Fabienne Boffin (ur. 29 listopada 1963) – francuska judoczka.
Brązowa medalistka mistrzostw świata w 1986; piąta w 1991. Startowała w Pucharze Świata w latach 1989-1992. Zdobyła osiem medal mistrzostw Europy w latach 1983 - 1991, w tym trzy w drużynie. Mistrzyni Francji w 1983, 1986, 1989 i 1991 roku.